# Сайлы
Сайлы (каз. Сайлы) — станция в Кербулакском районе Жетысуской области Казахстана. Входит в состав Жоламанского сельского округа. Код КАТО — 194639600.

## Население
В 1999 году население станции составляло 24 человека (9 мужчин и 15 женщин). По данным переписи 2009 года, в населённом пункте проживало 13 человек (6 мужчин и 7 женщин).